# Estádio Stavros Papadopoulos
O Estádio Stavros Papadopoulos é o antigo nome de um estádio de futebol localizado na cidade de Jacareí, no estado de São Paulo, Brasil.
Com capacidade para 4.200 pessoas, foi propriedade do Jacareí Atlético Clube.
O nome do estádio é uma homenagem ao empresário grego Stavros Papadopoulos, que chegou a fazer uma parceria com o Clube.Hoje tem o nome de "Estádio Municipal Du Cambusano" , pois devido à suspensão das atividades do JAC (devido à falta de recursos), parte do espólio passou para a prefeitura municipal de Jacarei, ou seja, o estádio hoje é uma propriedade pública. Interessados em concessão e investimentos devem se informar junto a municipalidade.

## História
Foi inaugurado no dia 27 de maio de 2001 com a realização do jogo entre o Jacareí Atlético Clube e OSAN de Indaiatuba, que terminou com o placar de 1 a 1.
O estádio esteve interditado de 2014 até 2018. Em abril de 2018, o campo foi reinaugurado em um amistoso festivo.
O Clube Atlético Joseense irá jogar neste estádio a partir de 2026.